# Michelangelo Martines
Michelangelo Godifrido ("Lo") Martines (Jandoret, 8 november 1973) is een Curaçaose politicus. Hij is oprichter en politiek leider van de partij Kòrsou Esun Miho (KEM).
Martines werd geboren en groeide op in Jandoret in een eenvoudig gezin met vijf kinderen. Op jonge leeftijd verhuisde hij met het gezin naar Nijmegen. Hij voltooide zijn HBO-studie als chemisch laborant en keerde hij terug naar Curaçao. In 2007 werd Martines ondernemer, nadat hij in aanraking was gekomen met justitie en zijn straf had uitgezeten. Zijn uitzendbedrijf bood als eerste aan ex-gedetineerden een tweede kans op de arbeidsmarkt.
In 2019 maakte Martines zijn entree in de politiek met de oprichting van een eigen politieke partij, Kòrsou Esun Miho (KEM). Hij werd partijleider en lijsttrekker. Bij de verkiezingen van 2021 werd hij met 3064 persoonlijke stemmen gekozen tot lid van de Staten van Curaçao. Martines was statenlid van 11 mei 2021 tot 13 november 2024; hij trad af vanwege de zaak Bledu en de door kabinet-Pisas II benodigde meerderheidssteun in het parlement. Als zijn opvolger is aangewezen Anthony Godett. Met verwijzing naar de verkiezingen van 2025 heeft Godett aangekondigd dat Martines politiek leider blijft en de lijst van KEM zal leiden.
Martines heeft een levenspartner en vijf kinderen.

## Zaak Bledu
Martines werd op 5 november 2024 gearresteerd op verdenking van drugshandel en witwassen in de zaak "Bleda", waaraan het openbaar ministerie meer dan een jaar heeft gewerkt.